# Balmerserien

Emissionslinjer av väte

Balmerserien är den synliga serien av spektrallinjer i vätets spektrum. Balmerseriens linjer uppstår när elektroner övergår till det näst lägsta energitillståndet (n=2) från högre energitillstånd.
Namnet kommer från Johann Jakob Balmer som 1885 presenterade en empirisk formel för våglängderna hos vätets observerade spektrallinjer:
{\displaystyle \lambda ={\frac {hm^{2}}{m^{2}-4}},\ m=3,4,5,6.}
Här är h en konstant med värdet 3,6456×10^-7 m. Den ska inte blandas ihop med h, som står för Plancks konstant. Denna formel är ett specialfall av Rydbergs formel och fick 1913 en fysikalisk förklaring med Bohrs atommodell.